# Caner Kurtaran
Caner Kurtaran (* 26. Oktober 1978 in Istanbul) ist ein türkischer Schauspieler.

## Leben und Karriere
Kurtaran wurde am 26. Oktober 1978 in Istanbul geboren. Seine Schauspielausbildung begann er an der Anadolu Üniversitesi. Später setzte er sein Studium an der Mimar Sinan Üniversitesi im Fachbereich Theater fort. Nach seinem Abschluss arbeitete er zwei Jahre lang als Vertragskünstler am Istanbuler Staatstheater.
Sein Debüt gab er 2005 in der Fernsehserie Güz Yangını. Von 2006 bis 2009 war er in Yaprak Dökümü zu sehen. Zwischen 2010 und 2011 wurde er für die Serie Aşk ve Ceza gecastet. 2017 spielte er in dem Film Ayla mit. Außerdem trat Kurtaran 2019 in Türk İşi Dondurma auf. Im selben Jahr wirkte er in Tek Yürek mit. 2023 bekam er eine Rolle in 1973: Biltmore Oteli Cinayet.

## Filmografie

### Filme
- 2006: Tal der Wölfe – Irak
- 2017: Ayla
- 2018: Müslüm
- 2019: Türk İşi Dondurma
- 2021: Malazgirt 1071
- 2022: Garip Bülbül Neşet Ertaş
- 2023: 49
- 2023: Düşeş: Mafya Sızıntısı
- 2023: Adalet
- 2023: Aybüke: Öğretmen Oldum Ben

### Serien
- 2005: Güz Yangını
- 2006: Kırık Kanatlar
- 2006–2009: Yaprak Dökümü
- 2010: Aşk ve Ceza
- 2011: Sırat
- 2012–2013: Huzur Sokağı
- 2012: Böyle Bitmesin
- 2014: Çırağan Baskını
- 2015: Bir Deniz Hikayesi
- 2018: Kalbimdeki Deniz
- 2019: Tek Yürek
- 2019: Kimse Bilmez
- 2021: Eşkıya Dünyaya Hükümdar Olmaz
- 2023: 1973: Biltmore Oteli Cinayeti
- seit 2023: Hudutsuz Sevda